# Kępa (województwo łódzkie)
Kępa – wieś w Polsce położona w województwie łódzkim, w powiecie bełchatowskim, w gminie Drużbice.
W latach 1975–1998 miejscowość administracyjnie należała do województwa piotrkowskiego.